# Pedro Ugarte
Pedro Ugarte Tamayo (Bilbao, 15 de enero de 1963) es un escritor y columnista. En 2017 fue premiado en el Premio Setenil de cuentos.

## Biografía
Estudió Derecho en la Universidad de Deusto. Fue durante muchos años responsable de prensa en la Universidad del País Vasco. Ha colaborado con Radio Euskadi, en el diario El Correo y en la edición vasca de El País. Finalista del Premio Herralde en 1996, ha obtenido entre otros los premios Nervión de Poesía, Euskadi de Literatura, Papeles de Zabalanda, NH de Libros de Relatos, Lengua de Trapo y Logroño. En 2009 recibió el Premio Julio Camba de Periodismo. Parte de su obra ha sido traducida al italiano, francés, euskera, inglés, alemán y polaco. Con su libro de relatos, "Nuestra historia", obtuvo en 2017 el premio Setenil al mejor libro de relatos publicado en el año anterior.

## Obra

### Poemarios
- Incendios y amenazas (1989, Premio Nervión)
- El falso fugitivo (1991)
- Las cosas de este mundo (2023)

### Historia
- Historia de Bilbao: de los orígenes a nuestros días (1999, reeditado en 2014)

### Novelas
- Los cuerpos de las nadadoras (1996, finalista del Premio Herralde y Premio Euskadi de Literatura)[2]
- Una ciudad del norte (1999)
- Pactos secretos (1999)
- Casi inocentes (2004, Premio Lengua de Trapo de Narrativa)[3]
- El país del dinero (2011, Premio Logroño de Novela).[4]
- Perros en el camino (2015)

### Libros de cuentos
- Los traficantes de palabras (1990)
- Noticia de tierras improbables (1992, microrrelatos)
- Manual para extranjeros (1993)
- La isla de Komodo (1996)
- Guerras privadas (2002, Premio NH de Libros de Relatos)
- Materiales para una expedición (2003. Reedición y ampliación de Noticia de tierras improbables)
- Mañana será otro día (2005)
- El mundo de los Cabezas Vacías (2011)
- Nuestra historia (2016. Premio Setenil)[5]
- Antes del Paraíso (2020)[6]
- Un lugar mejor (2024)[7]

### Diarios
- Lecturas pendientes. Anotaciones sobre literatura (2018)

## Antologías
- Mar de pirañas. Nuevas voces del microrrelato español (Ed. Fernando Valls), Menoscuarto, 2012, ISBN 978-84-96675-89-6.

- España criminal,[8] El Full, Onda, Castellón, 2012
- Cuento español actual, Ed. Cátedra, 2014[9]

## Premios
- 1988 Premio Nervión de Poesía
- 1996 Finalista Premio Herralde de Novela
- 1997 Premio Euskadi de Literatura
- 1997 Premio Papeles de Zabalanda
- 2002 Premio NH de Libros de Relatos
- 2004 Premio Lengua de Trapo de Narrativa
- 2009 Premio Julio Camba de Periodismo
- 2011 Premio Logroño de Novela
- 2017 Premio Setenil al mejor libro de relatos 2016